# Карол Телбизов
 Тази статия е за Карол Телбизов.  Вижте също: Карол Телбиз.
Карол Телбизов (Карол Телбиз) е банатски българин от рода на Грасуловите, професор, правист, историк, и етнограф.

## Биография
Карол Телбизов е роден на 10 април 1915 г. в Стар Бешенов, Австро-Унгария, днешна Румъния. Завършва лицей в Тимишоара, където изучава история, литература на унгарски език и получава солидни познания по класически езици. През 1938 г. завършва право в Университета в Клуж.
През студентските си години успешно издава за сънародниците си в Банат вестник „Banatski balgarski glasnik“ с тиражи от 1000 – 1500 броя в периода 1935 – 1943 г. и „Banatski balgarski kalindar“ в периода 1936 – 1940 г. По време на румънската окупация на Южна Добруджа ратува за сближаване и обединяване на българските малцинства в Добруджа и Банат.
Защитава докторска дисертация по правни и държавни науки в Софийския университет през 1942 г. През 1943 г. заедно със семейството си се завръща в родината на прадедите си България с последната вълна преселници банатски българи и се заселва в село Бърдарски геран, Белослатинско. През 1946 г. започва преподавателска и научна работа във Варненския университет.
Завършва жизнения си път във Варна през 1994 г.

## Творчество
Самостоятелно и в сътрудничество със съпругата си Мария, родом от българското село Винга, Румъния, създават редица трудове относно банатските българи, за което Карол Телбизов получава званието „почетен гражданин на град Чипровци“.
По-значимите му научни разработки са:
- Откриването, превода и публикацията на „История на България“ от Блазиус Клайнер, завършена през 1761 г. в трансилванската българската колония Алвинц;
- „Българските търговски колонии в Трансилвания през ХІІІ век“;
- „Общинското самоуправление на банатските българи под унгарска и австрийска власт“;
- „Традиционен бит и култура на банатските българи“;
- „Народната носия на банатските българи“;
- „Банатската българска книжнина“;
- „Българската регионална художествена литература в Банат“.

В памет на към многостранната книжовна, просветна и научна дейност на Карол Телбизов, банатските българи издигат паметник в родното му място в Стар Бешенов през 2011 година.